# Bromheadia srilankensis
Bromheadia srilankensis är en orkidéart som beskrevs av Kruiz. och De Vogel. Bromheadia srilankensis ingår i släktet Bromheadia och familjen orkidéer.
Artens utbredningsområde är Sri Lanka. Inga underarter finns listade i Catalogue of Life.